# Biała (Rzeszów)
Biała – południowa część Rzeszowa, dzielnica niestanowiąca jednostki pomocniczej gminy, dawna wieś. Wchodzi w skład Osiedla Biała, stanowiącego jednostkę podziału administracyjnego miasta. 
Od północy graniczy z Drabinianką, od wschodu z Zalesiem i Matysówką, od południa z Tyczynem, zaś od zachodu z  Budziwojem. Biała rozciąga się nad rzeką Strug, zwaną w dawnych wiekach Białą lub Białką. Od samego Wisłoka oddzielają dzielnicę sąsiednie Drabinianka i Budziwój.
Biała jest siedzibą parafii Miłosierdzia Bożego, należącej do dekanatu Rzeszów Katedra, diecezji rzeszowskiej.
Ta malowniczo położona dzielnica (na wschód rozciąga się ściana wzniesień Pogórza Karpackiego, różnica poziomów wynosi ok. 100 m n.p.m.), przyciąga wciąż nowych mieszkańców.
Na terenie Białej, szczególnie jej wcześniej przyłączonej do Rzeszowa części, trwa w ostatnich latach intensywna rozbudowa miasta; oprócz  rozbudowującej się tu od kilkunastu lat dzielnicy domów jednorodzinnych, zostało oddanych także sporo mieszkań przy zbiegu ulic Sikorskiego i Robotniczej, a w trakcie budowy znajdują się osiedla bloków mieszkalnych przy ul. Miłej, Strażackiej oraz przy al. Sikorskiego. Na terenie dzielnicy, przy granicy z Tyczynem znajduje się siedziba Miejskiego Przedsiębiorstwa Gospodarki Komunalnej w Rzeszowie. Na terenie dzielnicy funkcjonuje również Szkoła Podstawowa nr 9 oraz kilka ośrodków edukacji przedszkolnej.

## Historia
Wieś Biała sięga swymi początkami czasów Rusi Halicko-Włodzimierskiej. Pierwsza wzmianka o niej pochodzi z 14 marca 1368, kiedy na mocy przywileju Kazimierza Wielkiego w lasach królewskich „obok starej wsi Biała” (prope villam antiquam [...] Byala) nad Białą (Strugiem) lokowany został na prawie magdeburskim Tyczyn. Biała wchodziła odtąd w skład włości tyczyńskiej, zaliczanej początkowo do ziemi sanockiej. W 1369 dobra tyczyńskie wykupił za 500 grzywien Otto z Pilczy. Z czasem pojawiła się dążność do przyłączenia tego terytorium do ziemi przemyskiej (do której wówczas należały pobliskie dobra rzeszowskie), co, po latach sporów, zostało ostatecznie uznane w XVI wieku. W rękach Pileckich Biała pozostawała do około 1585 roku. Od tego czasu stosunkowo często zmieniała właścicieli na skutek małżeństw, koligacji, transakcji sprzedaży i zapisów spadkowych.
Teren wsi, podobnie jak cała okolica, ulegał często najazdom obcych wojsk, zwłaszcza tatarskich i rozmaitym plagom i epidemiom, był jednak stosunkowo bogaty. Jeszcze w XVIII wieku wydobywano tu piaskowiec i gips, który ówcześni właściciele, Braniccy, spławiali Strugiem i Wisłokiem, a następnie Sanem i Wisłą. Tą samą drogą wędrowały stąd także inne towary, przede wszystkim: zboża, mąka, drewno i wyroby drzewne, miód i skóry. Jeszcze w okresie międzywojennym istniał w Białej młyn. W Białej istniał też od wielu wieków folwark (pierwsze wzmianki o nim pochodzą z 1598 roku) – aż do roku 1944, kiedy to został rozparcelowany.
Część dzielnicy (tereny na południe i wschód od ulic Strażackiej i Miłej) włączono w obręb Rzeszowa w roku 1977, administracyjnie przyporządkowując przyłączony teren do rady osiedla Drabinianka.
Z dniem 1 stycznia 2009 dzielnica powiększyła się o cały dotychczasowy obszar wsi Biała oraz utworzono odrębną radę osiedla dla tej dzielnicy.